# Hikaru Utada
Hikaru Utada (宇多田ヒカル, født 19. januar 1983) er en japansk popsangerinde, sangskriver og producer. Hun er tosproget, da hun er opvokset i både New York og Tokyo. Hun er et af de mest populære musiknavne i Japan nogensinde med tre album på listen over alletiders bedst sælgende album (First Love, Distance og Deep River).

## Karriere
Utada debuterede allerede som femtenårig i 1998 med singlen "Automatic/Time Will Tell". To måneder senere udkom singlen "Movin' on Without You" og en måned senere, i 1999, udkom hendes debutalbum: First Love, som blev, og stadig er, det mest solgte album i Japans historie. [kilde mangler]
I 2000 tog Hikaru Utada på sin første japanske turné. Den blev holdt i hendes sommerferie. Tidligt i 2001 udkom "Can You Keep A Secret?", som blev den mest solgte single i Japan det år. Hikaru Utadas andet album, Distance, var det mest solgte album i hele verden i 2001.[kilde mangler]
I 2002 udgav Hikaru Utada singlen "Hikari", som er kendt, fordi det er introsangen til playstationspillet Kingdom Hearts. I den engelske version af spillet synger Utada sangen "Simple and Clean". Senere i 2002 udkom Hikaru Utadas tredje album Deep River. Også dette album var også det mest solgte verdensomspændende i 2002.[kilde mangler]
I 2003 udkom singlen "Colors", som var den eneste sang, hun producerede det år. I 2004 udkom det engelsksprogede album Exodus. I 2005 fulgte Utada op med "Passion", som er introsangen til Kingdom Hearts 2. Den engelske version af sangen, kaldet "Sanctuary", blev brugt i den engelske version af spillet.
14. juni 2006 udkom Hikaru Utadas album Ultra Blue. I sommeren 2006 tog hun på sin anden japanske turné, kaldet Utada United 2006.
I 2007 fik Hikaru udgav Hikaru singlen Flavor of Life, som blev brugt i den japanske dramaserie Hana Yori Dango. I 2008 udgav hun sit 5. japanske album HEART STATION. 
I 2009 udgav Hikaru det engelske album This Is the One.

## Diskografi

### Album
- 1998 – Precious (engelsk)
- 1999 – First Love
- 2001 – Distance
- 2002 – Deep River
- 2004 – Exodus (engelsk)
- 2004 – Utada Hikaru Single Collection Vol. 1 (opsamling)
- 2006 – Ultra Blue
- 2008 – Heart Station
- 2009 – This is the One (engelsk)
- 2010 - Utada Hikaru Single Collection Vol. 2
- 2010 - Utada the Best
- 2016 - Fantôme
- 2018 - Hatsukoi

### Singler
- "Automatic / Time Will Tell"
- "Movin' on Without You"
- "First Love"
- "Addicted to You"
- "Wait & See ~Risk~" (Wait & See ~リスク~)
- "For You / Time Limit" (For You / タイム・リミット)
- "Can You Keep A Secret?"
- "Final Distance"
- "Traveling"
- "Hikari" (光; Light)
- "Sakura Drops / Letters" (SAKURAドロップス / Letters)
- "Colors"
- "Dareka no Negai ga Kanau Koro" (誰かの願いが叶うころ; When Someone's Wish Comes True)
- "Easy Breezy" (engelsk single)
- "Devil Inside" (engelsk single)
- "Exodus '04" (engelsk single)
- "Be My Last"
- "You Make Me Want to Be a Man" (engelsk single)
- "Passion"
- "Keep Tryin'"
- "Boku wa Kuma" (ぼくはくま; I'm a Bear)
- "Flavor of Life"
- "Beautiful World/Kiss & Cry"
- "Heart Station/Stay Gold"
- "Prisoner of Love"
- "Come Back To Me" (engelsk single)
- "Beautiful World -PLANiTb Acoustica Mix"
- "Dirty Desire" (engelsk single)
- "Hymne à l'amour (Ai no Anthem)"
- "Goodbye Happiness"
- "Sakura Nagashi"
- "Hanataba wo Kimi ni"
- "Manatsu no Tooriame"
- "Michi"
- "Oozora de Dakishimete"
- "Forevermore"
- "Anata"
- "Play a Love Song"